# Puyo Puyo Tetris 2
Puyo Puyo Tetris 2 é um jogo eletrônico de quebra-cabeça desenvolvido e publicado pela Sega. É uma sequência direta de Puyo Puyo Tetris. O jogo foi lançado no PlayStation 4, Xbox One, Nintendo Switch, PlayStation 5 e Xbox Series em dezembro de 2020, com uma versão Microsoft Windows agendada para o início de 2021.

## Sistema de jogo
Junto com uma nova história e novos personagens, o jogo apresenta novos modos, como as batalhas de habilidades, que permitem que habilidades e itens baseados em personagens mudem rapidamente o jogo. Também possui um modo online melhorado em relação ao primeiro jogo, permitindo mais competição nas ligas. No modo Aventura, o jogador irá viajar por um mundo superior e se envolver em batalhas de habilidades com outros personagens da história, que agem mais como um JRPG.

## Desenvolvimento
Em 26 de agosto de 2020, durante uma apresentação do Nintendo Direct Mini, o jogo foi apresentado e estava agendado para dezembro de 2020 para Nintendo Switch. Mais tarde naquele dia, foi descoberto que o jogo seria lançado em 8 de dezembro de 2020 ao lado das versões para Xbox One, Xbox Series e PlayStation 4, a versão japonesa saindo dois dias depois. Uma versão para PlayStation 5 também foi anunciada e seria lançada no mesmo dia que as outras versões. Uma versão para Microsoft Windows no Steam seria lançada no início de 2021.